# Parachrysina borealis
Parachrysina borealis là một loài bọ cánh cứng trong họ Scarabaeidae.